# Montepescali
Montepescali is een plaats (frazione) in de Italiaanse gemeente Grosseto.

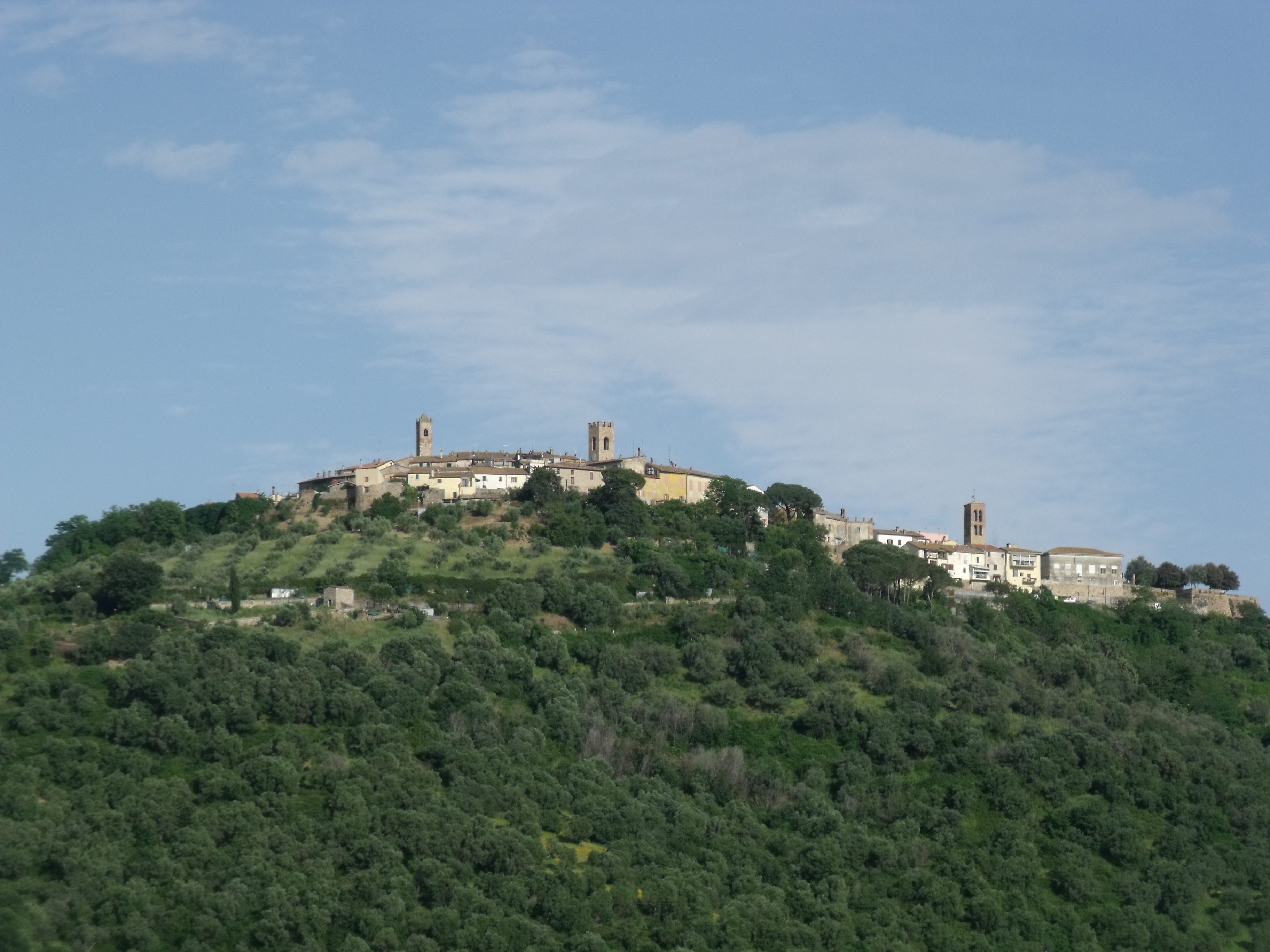
Montepescali
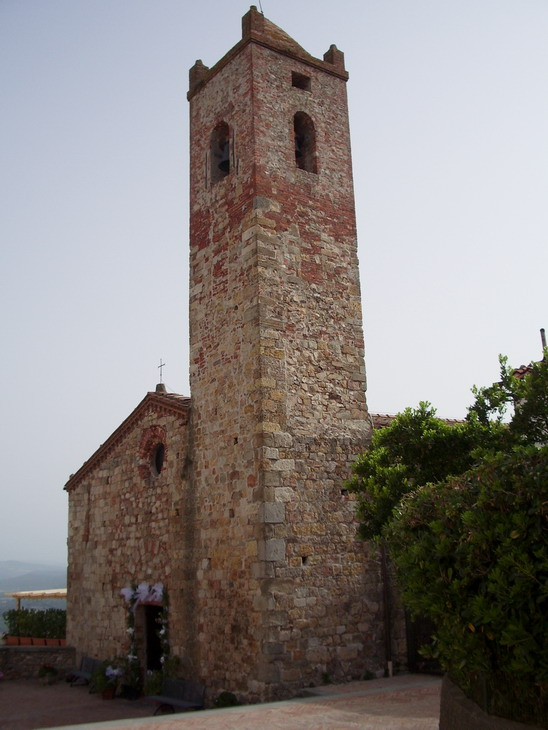
Kerk van San Niccolò in Montepescali
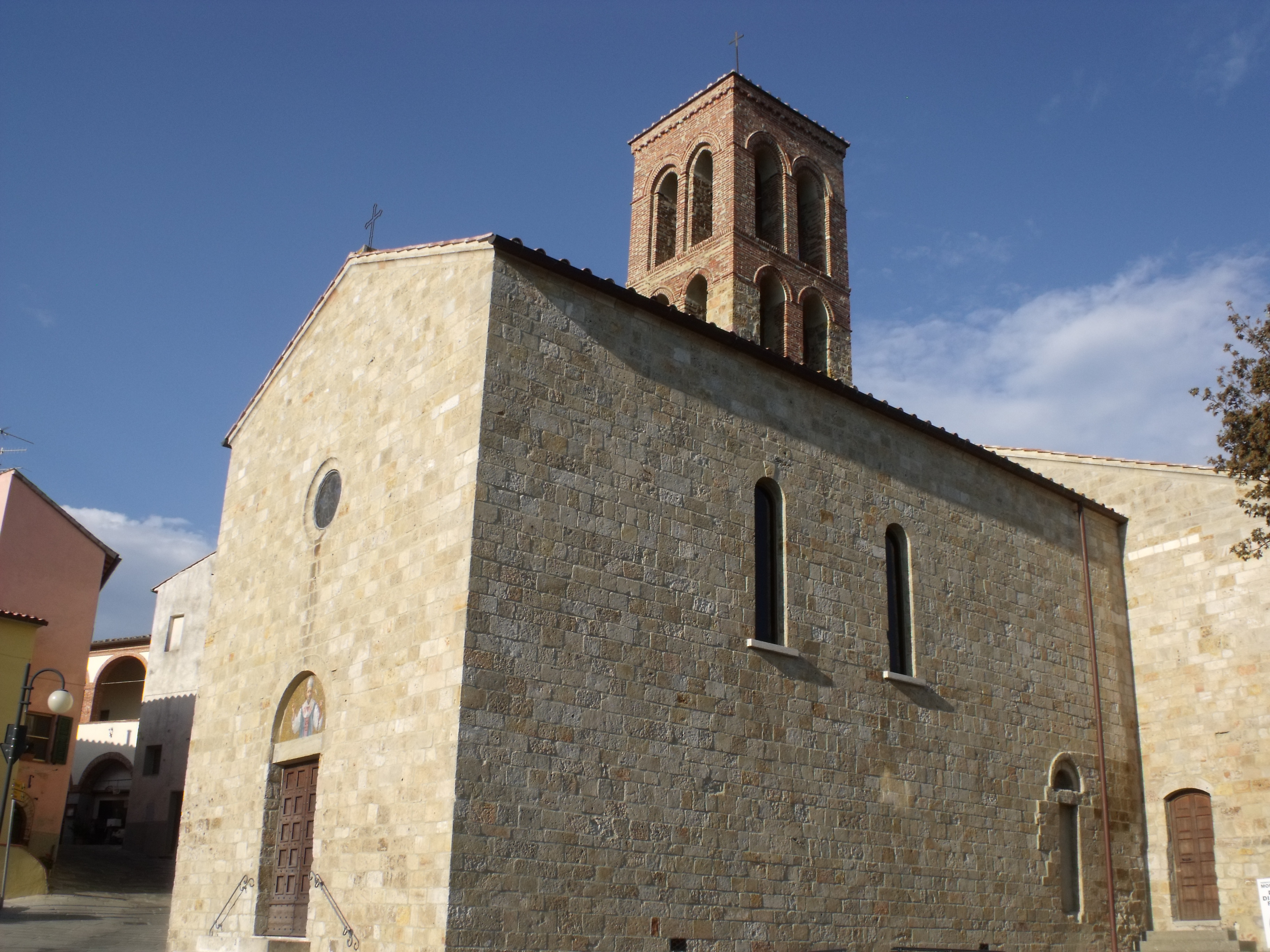
Kerk van Santi Stefano e Lorenzo in Montepescali
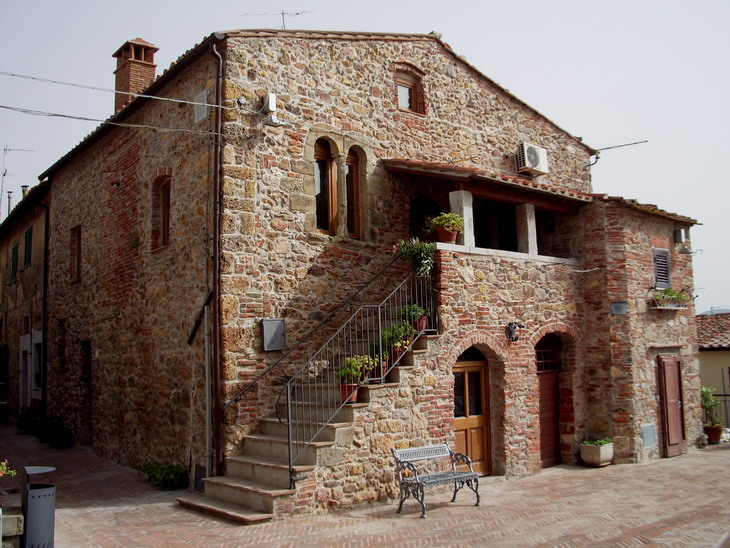
Palazzo dei Priori in Montepescali